# الشيخ العباسي
الشيخ عباسي (نشط من 1650 إلى 1684) كان رسامًا فارسيًا معروفًا بدمج التأثيرات الأوروبية والهندية في رسوماته، وهي الممارسة التي تبناها فيما بعد الفنان محمد زمان [الإنجليزية] وعلي قلي جبدار. تطور أسلوبه ليصبح أكثر هنديًا مع تقدم مسيرته المهنية - فقد رسم سلاطين مغول الهند ورسم رؤوسًا هندية بشكل خاص، باستخدام تقنيات مماثلة. وقد اقتُرح عمله أنه دليل على التبادل الثقافي بين الفنانين الإيرانيين في القرن السابع عشر وفناني جولكوندا من نفس الفترة الزمنية. نُسبت إلى الشيخ عباسي ما مجموعه 25 لوحة، بما في ذلك زخارف من المخطوطات والمنمنمات التي تصور، من بين مواضيع أخرى، الشاهات الصفويين والسيدة العذراء والطفل، ملونة بدرجات ألوان باهتة وشفافة. ونظرًا لأنشطة الفنانين المعاصرين، فمن المرجح جدًا أنه رسم أيضًا على أشياء مصنوعة من الورق المعجن [الإنجليزية] المطلي بالورنيش. وقد درّّب ولديه، علي نقي ومحمد تقي، على نفس الأسلوب.

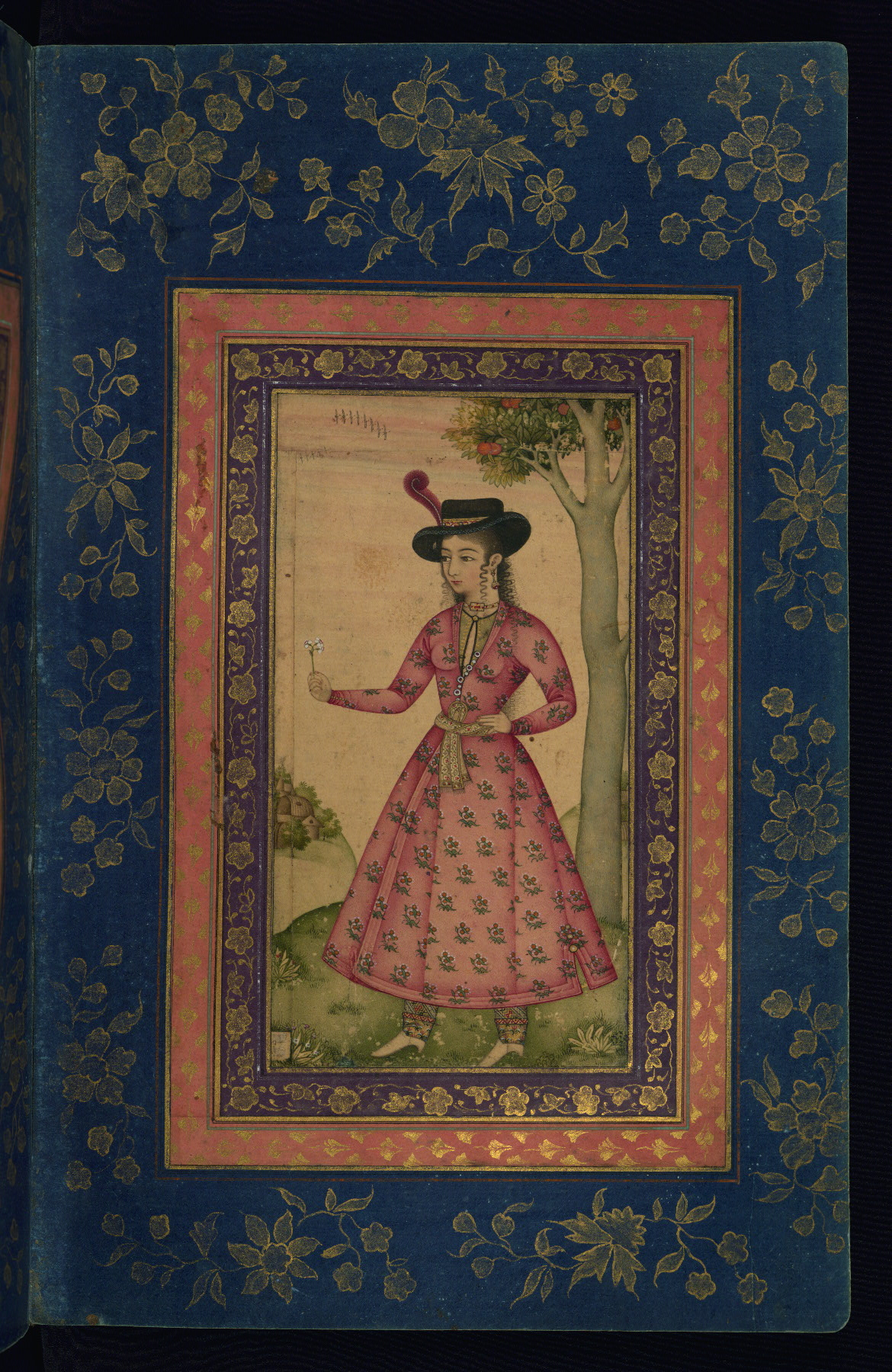
امرأة ترتدي قبعة أوروبية وتحمل زهرة، ورقة 18ب من ألبوم في مجموعة والترز.
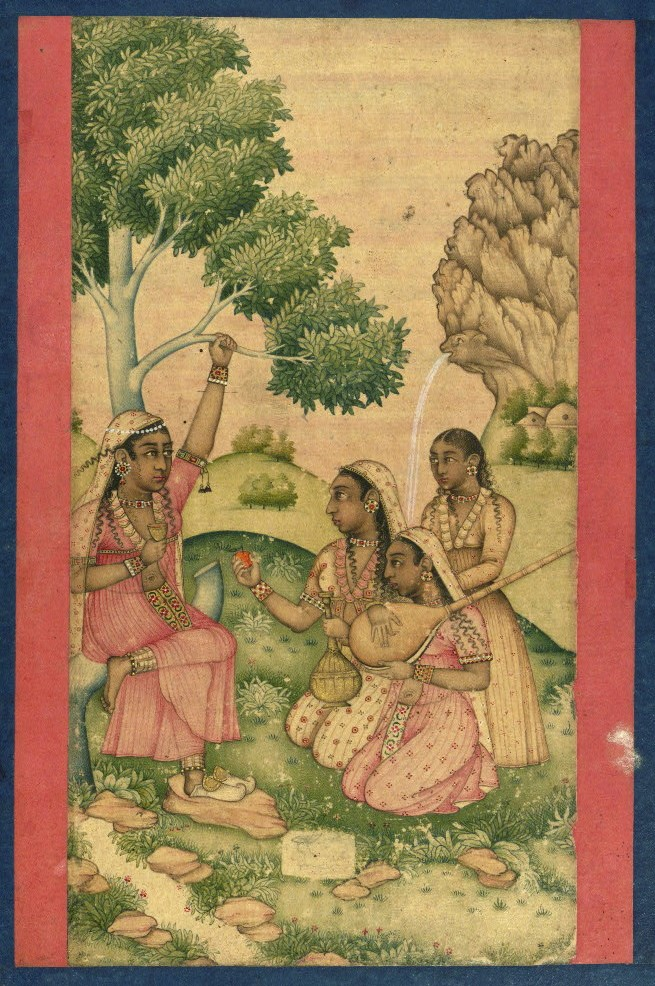
شابة هندية تستمتع بعزف موسيقي. المجلد 60ب من ألبوم ضمن مجموعة متحف والترز.jpg
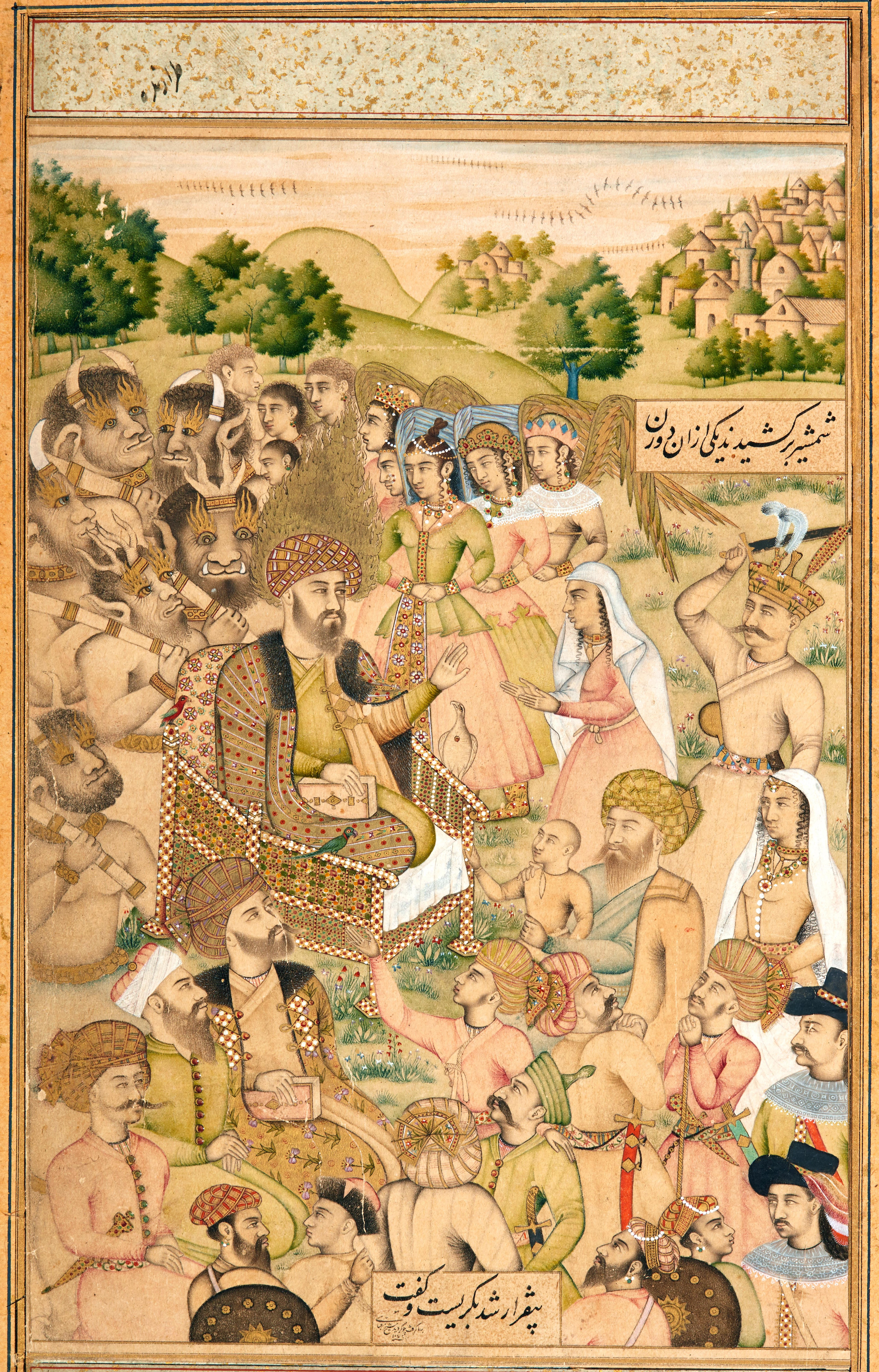
دينونة سليمان. حقوق الصورة: متحف ديفيدز، كوبنهاغن.
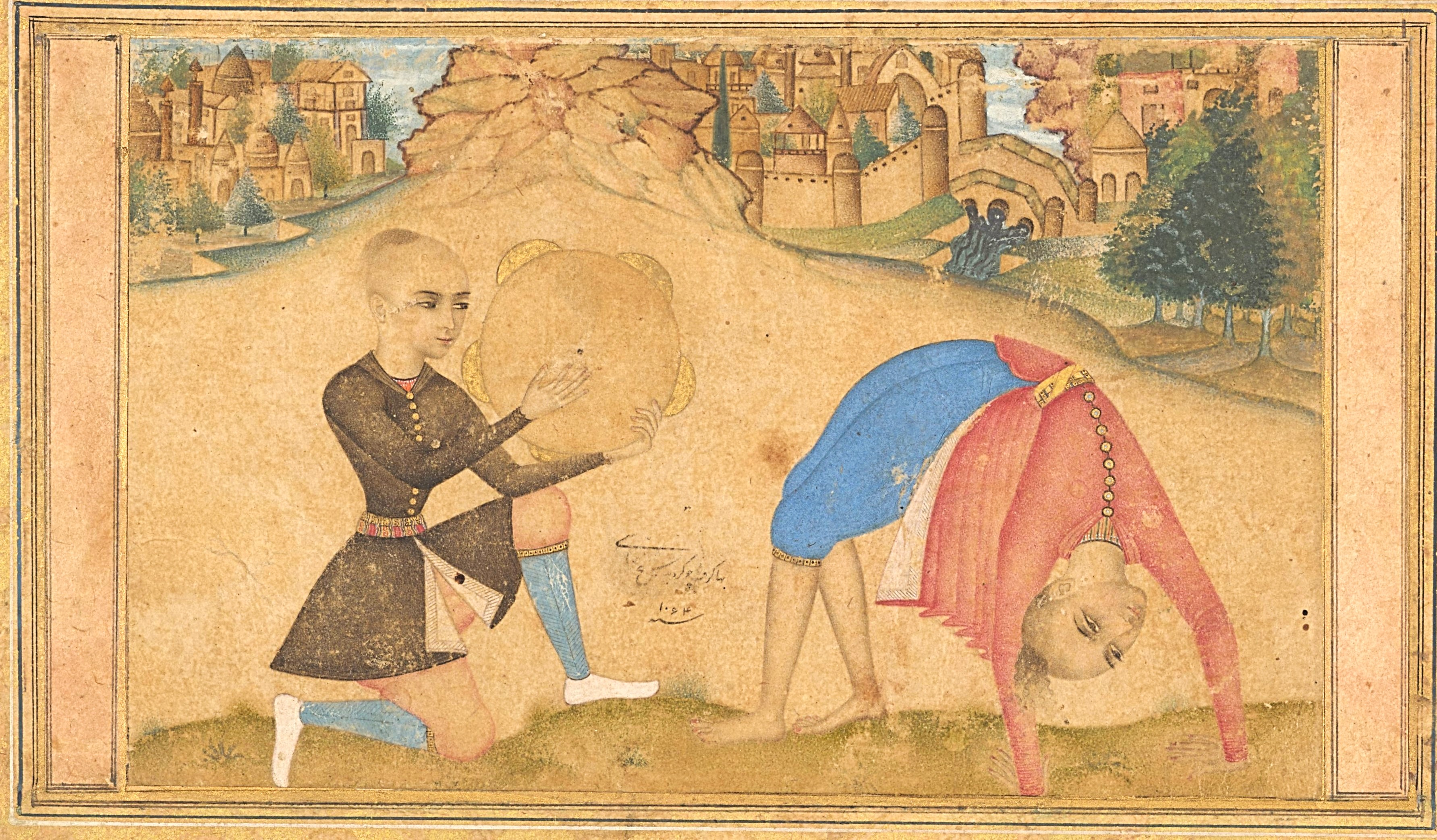
موسيقي وبهلواني، ١٦٥٣-١٦٥٤. مكتبة تشيستر بيتي

## طالع أيضًا
بهرام سوفراكش - رسام إيراني آخر تأثر بفن الدكن (جولكوندا؟) في القرن السابع عشر